# Laberinto lógico
 Los laberintos lógicos, a veces llamados laberintos con reglas o laberintos de múltiples estados, son rompecabezas lógicos con todos los aspectos de un rompecabezas de tres reglas que quedan fuera del alcance de un laberinto típico. Estos laberintos tienen reglas especiales, que a veces incluyen múltiples estados del laberinto o del navegador. Un conjunto de reglas puede ser básico (como "no puedes girar a la izquierda") o complejo. Los laberintos lógicos populares incluyen laberintos inclinados y otros diseños novedosos que generalmente aumentan la complejidad del laberinto, a veces hasta el punto de que el laberinto debe ser diseñado por un programa para eliminar múltiples caminos.

## Historia
Robert Abbott inventó el laberinto lógico.
El primer laberinto lógico jamás publicado, Traffic Maze in Floyd's Knob, apareció en octubre. Número de 1962 de Scientific American en la columna de Juegos Matemáticos.

## Ejemplos

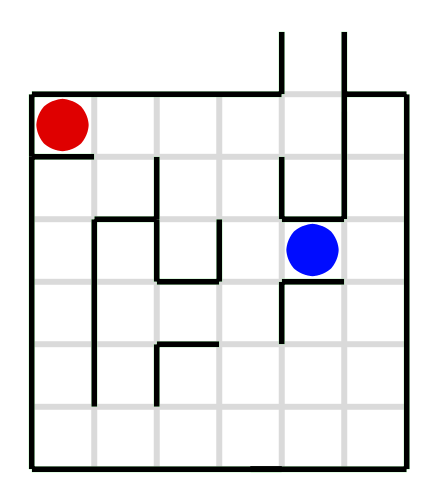
Un laberinto de Teseo y el Minotauro, que muestra a Teseo (azul) y al Minotauro (rojo)

Teseo y el Minotauro es otro de los laberintos más conocidos de Abbott. Apareció por primera vez en su libro Mad Mazes. Como ¿Dónde están las vacas? En SuperMazes, Abbott afirma que este «es el laberinto más difícil del libro; de hecho, es posible que nadie lo resuelva». Desde entonces, han aparecido varias versiones diferentes, realizadas por otros, siguiendo la misma temática, tanto en papel como en formato electrónico.
Otros ejemplos incluyen:
- Laberintos de área o laberintos en forma de A, en los que el área de la pieza pisada debe aumentar y disminuir alternativamente con cada paso.
- Laberintos de dados en los que se lanza un dado sobre celdas siguiendo varias reglas.
- Laberintos numéricos, en los que se navega por una cuadrícula de números recorriendo el número que se muestra en la casilla actual.
- Laberintos de varios estados, en los que las reglas de navegación cambian dependiendo de cómo se haya recorrido el laberinto.